# Municipio de Stokes (condado de Madison)
El municipio de Stokes (en inglés: Stokes Township) es un municipio ubicado en el condado de Madison en el estado estadounidense de Ohio. En el año 2010 tenía una población de 679 habitantes y una densidad poblacional de 7,52 personas por km².

## Geografía
El municipio de Stokes se encuentra ubicado en las coordenadas 39°44′41″N 83°34′18″O / 39.74472, -83.57167. Según la Oficina del Censo de los Estados Unidos, el municipio tiene una superficie total de 90.24 km², de la cual 90,24 km² corresponden a tierra firme y (0 %) 0 km² es agua.

## Demografía
Según el censo de 2010, había 679 personas residiendo en el municipio de Stokes. La densidad de población era de 7,52 hab./km². De los 679 habitantes, el municipio de Stokes estaba compuesto por el 95,29 % blancos, el 0,74 % eran afroamericanos, el 0,15 % eran amerindios, el 0,15 % eran asiáticos, el 1,77 % eran de otras razas y el 1,91 % eran de una mezcla de razas. Del total de la población el 2,06 % eran hispanos o latinos de cualquier raza.